# Small Simba SC
Der Small Simba Sport Club ist ein sansibarischer Fußballverein. Er trägt seine Heimspiele im 15.000 Zuschauer fassenden Amaan Stadium aus.
Der Verein wurde 1936 gegründet und spielte seit der Gründung der Zanzibar Premier League von 1981 bis 2001 in der Liga. Seit dem Abstieg ist es dem Verein bis heute (Stand 2018) nicht mehr gelungen aufzusteigen. Ihm gelangen fünf Meistertitel (1983, 1985, 1988, 1991, 1995) und er konnte einmal den Nyerere Cup (1990) gewinnen. Mit den Erfolgen qualifizierte sich der Verein mehrmals für die afrikanischen Wettbewerbe, nahm jedoch nicht teil oder scheiterte jedoch in der ersten Spielrunde.

## Statistik in den CAF-Wettbewerben
| Wettbewerb                    | Runde             | Gegner              | Hinspiel | Rückspiel |  |
| ----------------------------- | ----------------- | ------------------- | -------- | --------- |  |
|                               |                   |                     |          |           |  |
| African Cup Winners’ Cup 1991 | Preliminary Runde | Mbabane Highlanders | 1:0 (H)  | 1:3 (A)   |  |